# Стефанів (Холмський повіт)
Стефанів, або Стефанув (пол. Stefanów) — колонія в Польщі, у гміні Дорогуськ Холмського повіту Люблінського воєводства. Населення становить 30 осіб.

## Історія
У часи входження до Російської імперії належало до гміни Турка Холмського повіту Люблінської губернії. Початково Стефанів був фільварком, виділеним зі складу села Плаваничі в 1879 році. Відстань до Холма становила 14 верст. Станом на 1884 рік, площа землі становила 1521 морг, з них 834 морги лісу, 494 морги луків, 128 моргів пасовиськ, 29 моргів посівної площі та 37 моргів невикористаних ґрунтів. Римо-католицька громада належала до парафії села Свірже.
У 1921 році колонія входила до складу гміни Турка Холмського повіту Люблінського воєводства Польської Республіки. За переписом населення Польщі 1921 року в колонії налічувалося 15 будинків та 81 мешканець, з них:
- 38 чоловіків та 43 жінки;
- 62 православні, 19 римо-католиків;
- 58 українців, 23 поляки.

За німецької окупації у 1939—1944 роках входило до громади Турка крайсгауптманшафту Холм Люблінського дистрикту Генеральної губернії. Чисельність населення за переписом 1943 року становило 120 осіб. 

## Населення
За переписом населення Польщі 2011 року в колонії проживало 30 осіб (17 чоловіків і 13 жінок).